# Kazuma Tomoto
Kazuma Tomoto (戸本一真, 5 de junho de 1983) é um ginete japonês.

## Carreira
Ele competiu em eventos nos Jogos Olímpicos de Verão de 2020, ficando em quarto lugar na competição individual. Ele representou o Japão nos saltos até 2015, antes de mudar o foco para o CCE. Ele atualmente trabalha para a Japan Racing Association, como um cavaleiro de pista.
Nos Jogos Olímpicos de Verão de 2024, em Paris, França, conquistou a medalha de bronze na disputa CCE por equipes.